# Сандерлендский университет
Сандерлендский университет (англ. University of Sunderland) — университет в городе Сандерленд в графстве Тайн-энд-Уир.
Начало истории университета датируется 1901 годом, когда был создан Технический колледж. В нём было четыре факультета: химический, машиностроения и гражданского строительства, физики и электротехники, а также коммерции и языкознания. Дополнительно преподавались и другие дисциплины, от латыни до мореплавания. В первый год поступил 671 студент, это более чем в три раза превысило ожидаемое количество. В 1920-е гг стали изучаться фармацевтика и морская архитектура.
26 января 1969 года был образован Политехнический институт. Кроме Технического колледжа, в него были включены Школу искусств (основана в 1901 году) и Педагогический колледж (основан в 1908 году).
Официально учебное заведение стало университетом в 1992 году, когда 35 политехнических институтов Великобритании получили этот статус.
Кроме Сандерленда, университет имеет кампусы в Лондоне в районе Канэри-Уорф (с 2012 года) и в Гонконге (с 2017 года).
Цвета университета Сандерленда — тёмно-жёлтый (цвет настурции) и тёмно-синий (Nasturtium & dark blue).

## Галерея

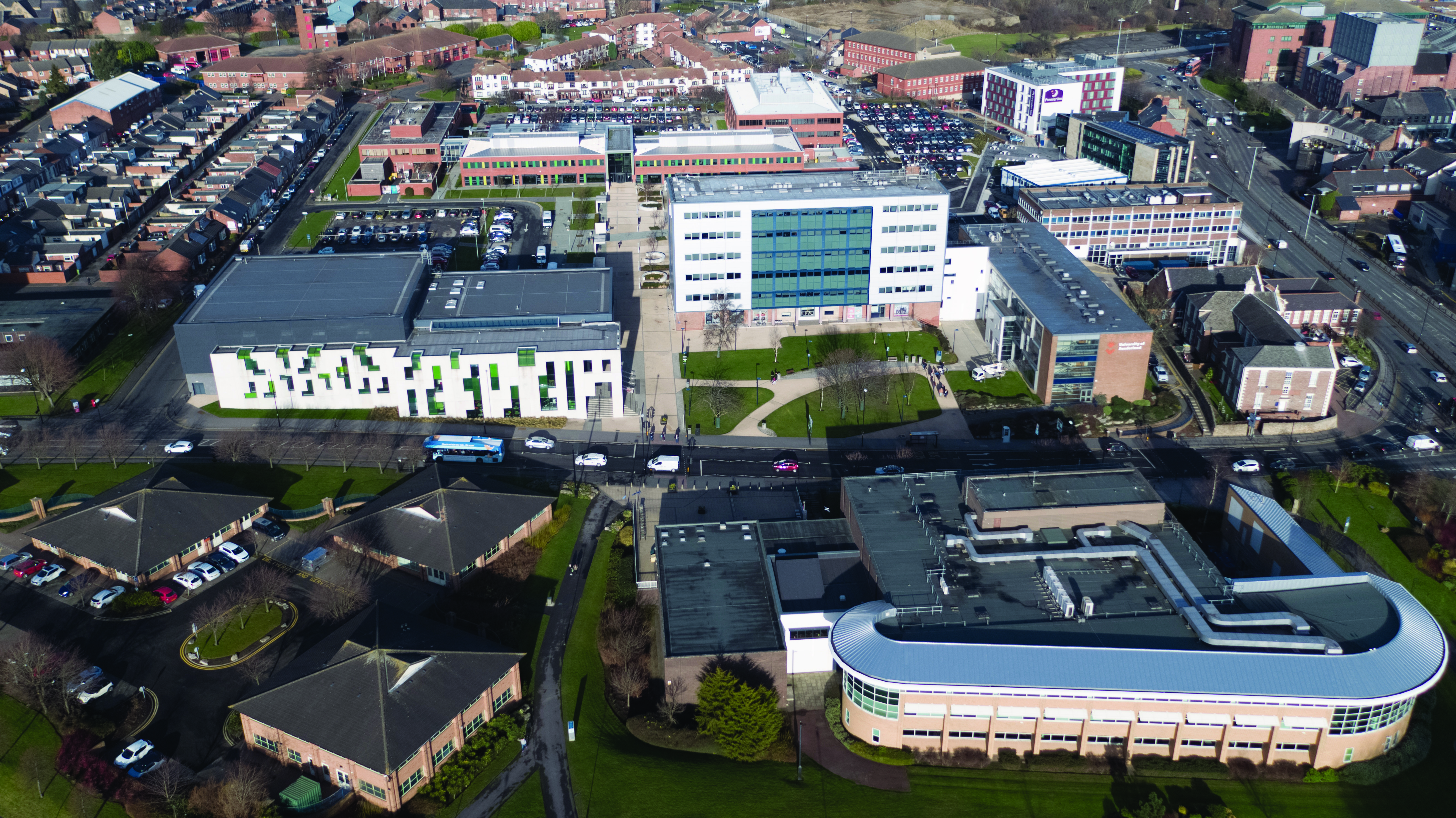
Кампусы с высоты птичьего полёта
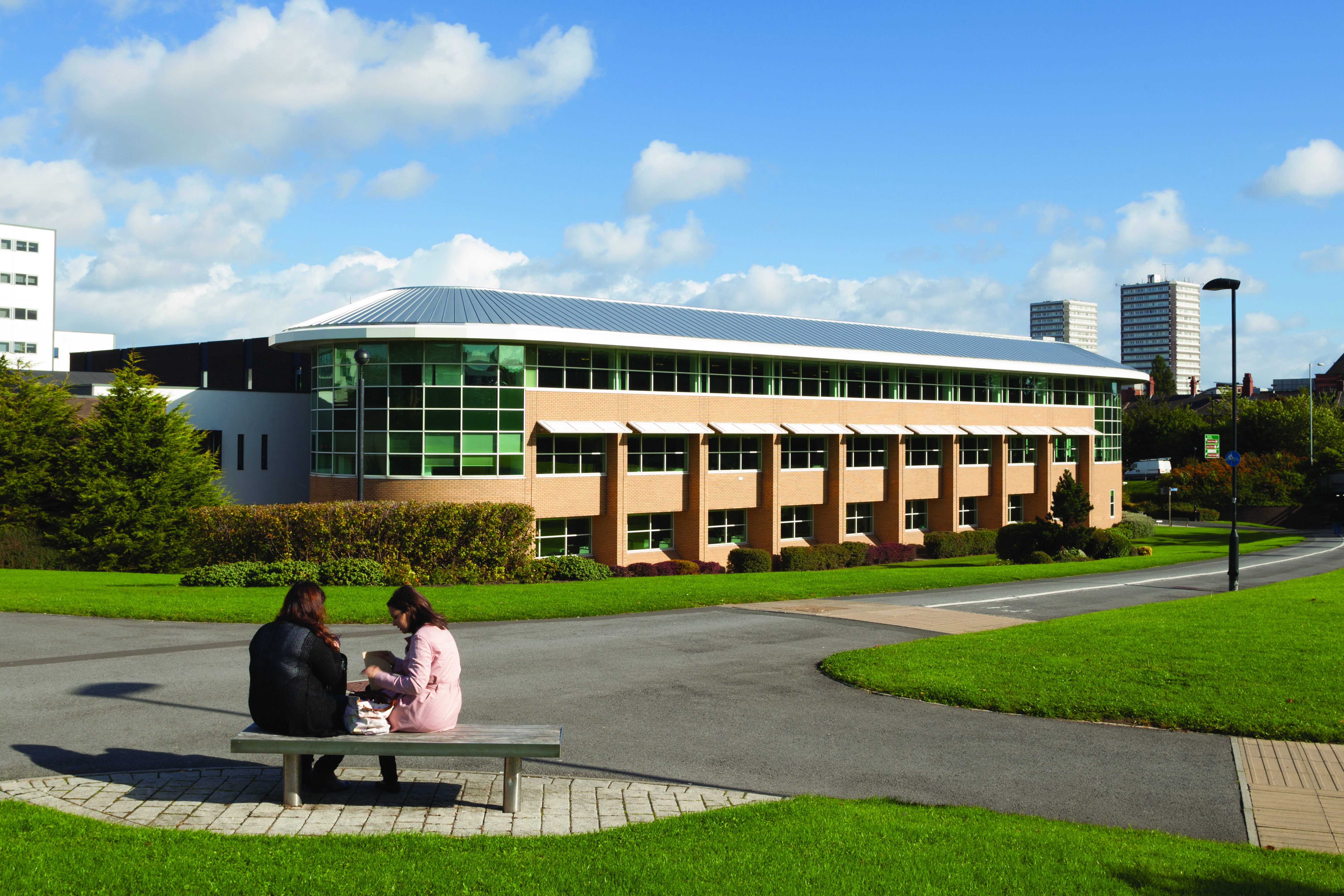
Библиотека на территории кампуса
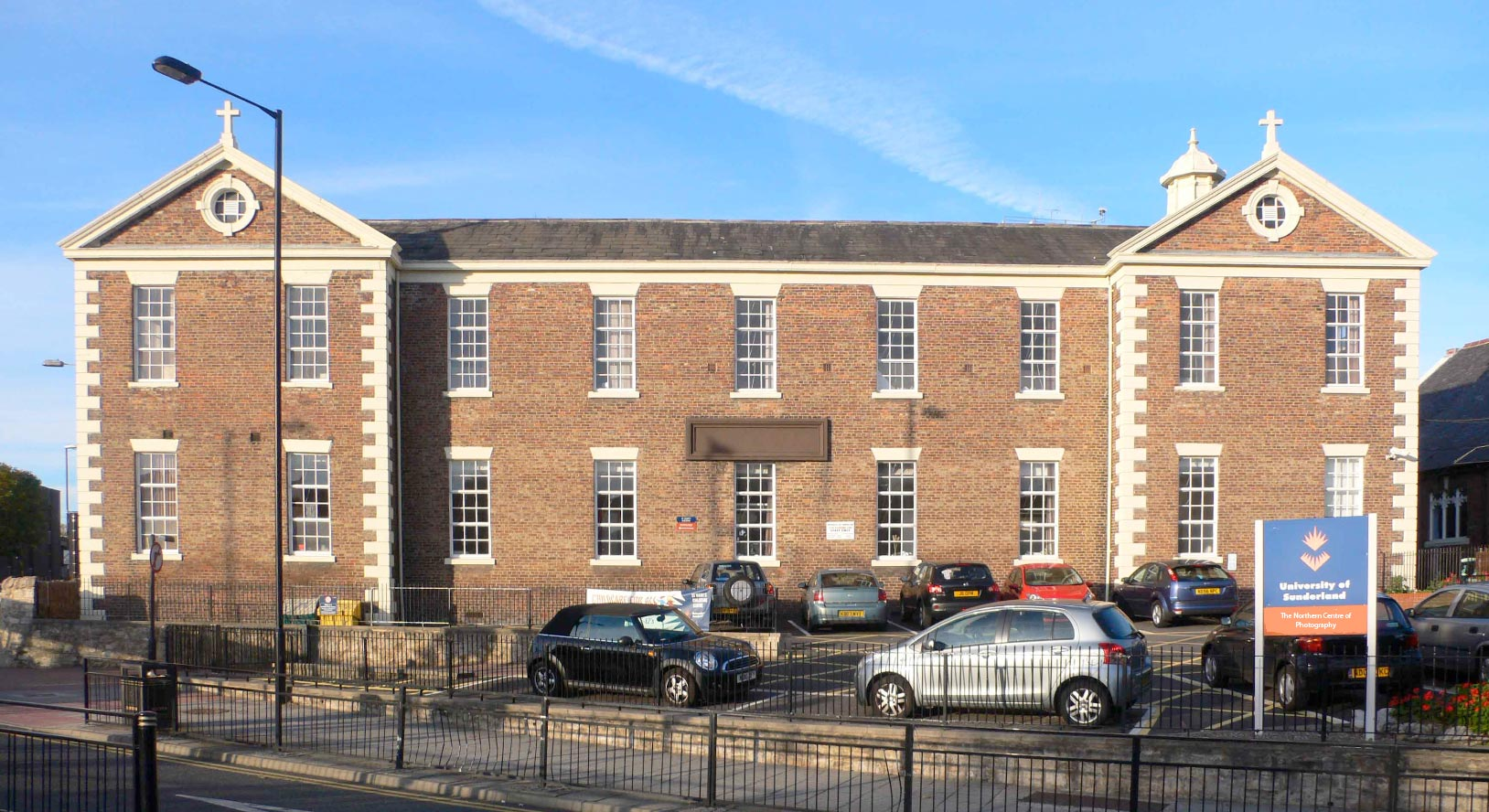
Одно из зданий университета
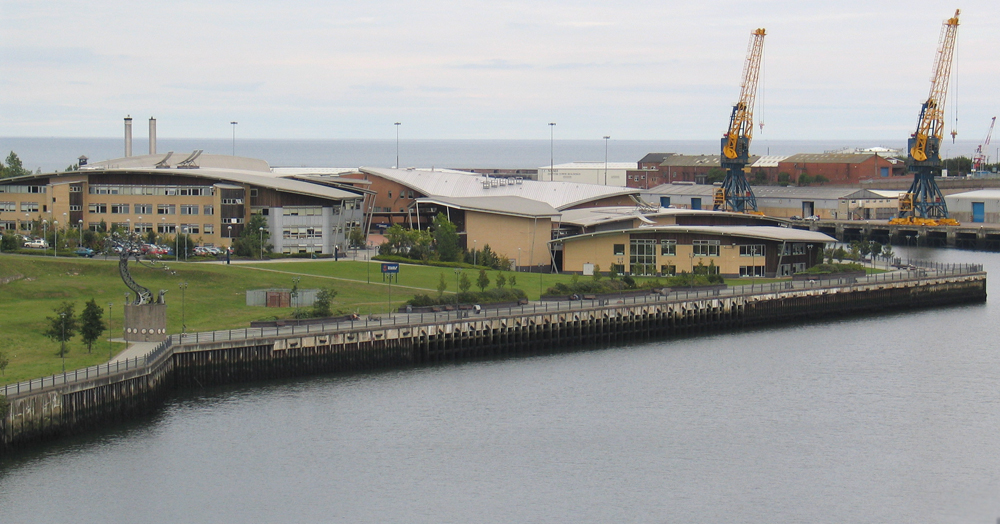
Кампус Святого Петра